# Shinan Senior International Baduk Cup
La Shinan Senior International Baduk Cup è una competizione goistica internazionale organizzata dalla federazione coreana e riservata ai goisti over-50. La competizione è strutturata come un torneo a eliminazione diretta e finale su singola partita.
Il tempo è di 30 minuti per goista e con tre byo-yomi da 30 secondi. Il premio è pari a 30 milioni di won. Lo sponsor è la Shinan-gun.
Le prime tre edizioni sono state riservate a goisti da Corea del Sud, Cina, Giappone e Taiwan; dalla quarta edizione sono stati inclusi anche rappresentanti di Nord America, Europa, Oceania e Asia.

## Albo d'oro
| Edizione | Anno | Vincitore       | Finalista     |
| -------- | ---- | --------------- | ------------- |
| 1        | 2019 | Ō Rissei        | Yu Bin        |
| 2        | 2021 | Yoo Chang-hyuk  | O Meien       |
| 3        | 2022 | Yoo Chang-hyuk  | O Meien       |
| 4        | 2023 | Yu Bin          | Norimoto Yoda |
| 5        | 2024 | Yoo Chang-hyuk  | Luo Xihe      |
| 6        | 2025 | Yamashita Keigo | Mok Jin-seok  |